# Brachytarsina diversa
Brachytarsina diversa är en tvåvingeart som först beskrevs av Georg von Frauenfeld 1857.  Brachytarsina diversa ingår i släktet Brachytarsina och familjen lusflugor. Inga underarter finns listade i Catalogue of Life.